# Drogone di Champagne
Drogone (670 – 708) fu duca di Champagne e maggiordomo del regno di Borgogna.

## Origine
Secondo l'anonimo continuatore del cronista Fredegario, era il figlio primogenito del  Maggiordomo di palazzo di Austrasia ed in seguito maggiordomo di palazzo di tutti i regni dei Franchi, Pipino di Herstal e di Plectrude, (ca. 650-† 717), figlia del conte palatino, Ugoberto (?-† 698) e di Sant'Erminia (650-† 710), fondatrice e prima badessa del monastero di Oehren, nei pressi di Treviri.

## Biografia
Prima del 690 sposò Adaltrude, figlia del maggiordomo di Neustria, Bertario e di Anstrude (figlia di un altro maggiordomo di Neustria, Warattone e di Ansflida).
Nel 694 il padre, dopo averlo istruito a dovere lo nominò duca di Champagne; mentre nel 695 il padre gli cedette il titolo di maggiordomo di Burgundia.
Poco dopo che il padre era rientrato dalla Frisia carico di bottino, sempre secondo il continuatore del cronista Fredegario, Drogone fu colpito da una forte febbre e morì, nel 708 e fu sepolto nella basilica di sant'Arnolfo a Metz.
Il ducato di Champagne andò al figlio primogenito, Arnolfo, mentre il fratello Grimoaldo divenne maggiordomo di Burgundia ed erede del padre Pipino.

## Discendenza
Drogone e Adaltrude ebbero quattro figli:
- Arnolfo (c.690- dopo il 723), duca di Champagne, che complottò coi fratelli contro lo zio, Carlo Martello[10]
- Ugo (?-† 730), monaco, fu abate di Fontenelle (ora Saint-Wandrille-Rançon) e Jumièges, arcivescovo di Rouen e vescovo di Parigi e Bayeux.
- Pipino (?-723), che complottò con uno dei fratelli contro lo zio, Carlo Martello[10]
- Goffredo (?- dopo il 723), che forse complottò con uno dei fratelli contro lo zio, Carlo Martello[10].

## Ascendenza
|                      |                  |                  | Genitori         |  |  | Nonni |  |  | Bisnonni        |  |  | Trisnonni |  |
|                      |                  |                  |                  |  |  |       |  |  | Arnolfo di Metz |  |  | …         |  |
|                      |                  |                  |                  |  |  |       |  |  | Arnolfo di Metz |  |  | …         |  |
|                      |                  | …                |                  |  |  |       |  |  | Arnolfo di Metz |  |  |           |  |
| Ansegiso             |                  |                  |                  |  |  |       |  |  | Arnolfo di Metz |  |  |           |  |
|                      |                  | Doda di Metz     | Arnoaldo di Metz |  |  |       |  |  |                 |  |  |           |  |
|                      |                  | Doda di Metz     | Arnoaldo di Metz |  |  |       |  |  |                 |  |  |           |  |
|                      |                  | Doda di Metz     | …                |  |  |       |  |  |                 |  |  |           |  |
| Pipino di Herstal    |                  | Doda di Metz     |                  |  |  |       |  |  |                 |  |  |           |  |
|                      |                  | Pipino di Landen | …                |  |  |       |  |  |                 |  |  |           |  |
|                      |                  | Pipino di Landen | …                |  |  |       |  |  |                 |  |  |           |  |
|                      |                  | Pipino di Landen | …                |  |  |       |  |  |                 |  |  |           |  |
| Begga                |                  | Pipino di Landen |                  |  |  |       |  |  |                 |  |  |           |  |
|                      |                  | Itta di Nivelles | …                |  |  |       |  |  |                 |  |  |           |  |
|                      |                  | Itta di Nivelles | …                |  |  |       |  |  |                 |  |  |           |  |
|                      |                  | Itta di Nivelles | …                |  |  |       |  |  |                 |  |  |           |  |
| Drogone di Champagne |                  | Itta di Nivelles |                  |  |  |       |  |  |                 |  |  |           |  |
|                      | Ugo di Austrasia | …                |                  |  |  |       |  |  |                 |  |  |           |  |
|                      | Ugo di Austrasia | …                |                  |  |  |       |  |  |                 |  |  |           |  |
|                      | Ugo di Austrasia | …                |                  |  |  |       |  |  |                 |  |  |           |  |
| Ugoberto             | Ugo di Austrasia |                  |                  |  |  |       |  |  |                 |  |  |           |  |
|                      |                  | …                | …                |  |  |       |  |  |                 |  |  |           |  |
|                      |                  | …                | …                |  |  |       |  |  |                 |  |  |           |  |
|                      |                  | …                | …                |  |  |       |  |  |                 |  |  |           |  |
| Plectrude            |                  | …                |                  |  |  |       |  |  |                 |  |  |           |  |
|                      |                  | …                | …                |  |  |       |  |  |                 |  |  |           |  |
|                      |                  | …                | …                |  |  |       |  |  |                 |  |  |           |  |
|                      |                  | …                | …                |  |  |       |  |  |                 |  |  |           |  |
| Irmina di Oehren     |                  | …                |                  |  |  |       |  |  |                 |  |  |           |  |
|                      |                  | …                | …                |  |  |       |  |  |                 |  |  |           |  |
|                      |                  | …                | …                |  |  |       |  |  |                 |  |  |           |  |
|                      |                  | …                | …                |  |  |       |  |  |                 |  |  |           |  |
|                      |                  | …                |                  |  |  |       |  |  |                 |  |  |           |  |

### Fonti primarie
- (LA)  Fredegario, FREDEGARII SCHOLASTICI CHRONICUM CUM SUIS CONTINUATORIBUS, SIVE APPENDIX AD SANCTI GREGORII EPISCOPI TURONENSIS HISTORIAM FRANCORUM.
- (LA)  Annales Marbacenses.
- (LA)  Annales Mettenses Priores.
- (LA)  Monumenta Germaniae historica: Domus Carolingicae genealogia.
- (LA)  Monumenta Germaniae historica: Annales Petaviani.
- (LA)  Monumenta Germaniae historica: Chronicon Moissiacensis.
- (LA)  Rerum Gallicarum et Francicarum Scriptores, tomus tertius.

### Letteratura storiografica
- Christian Pfister, La Gallia sotto i Franchi merovingi. Vicende storiche, in Storia del mondo medievale - Vol. I, Cambridge, Cambridge University Press, 1978,  pp. 688-711.